# Stadion FK Zemun
Stadion FK Zemun – wielofunkcyjny stadion w Belgradzie (w dzielnicy Zemun), w Serbii. Został otwarty 29 września 1962 roku. Może pomieścić 10 000 widzów. Swoje spotkania rozgrywają na nim piłkarze klubu FK Zemun.